# Brandon (Manitoba)
Brandon is na Winnipeg de grootste stad van de Canadese provincie Manitoba. Brandon ligt aan de Assiniboine River in het zuidwesten van Manitoba. Ongeveer 214 kilometer verder ligt de hoofdstad van de provincie, Winnipeg. De stad zelf telt ongeveer 49.000 inwoners (2016) en in de agglomeratie van de stad wonen 58.003 mensen.